# Katie Meili
Catherine Michelle Meili, detta Katie (Carrollton, 16 aprile 1991), è un'ex nuotatrice statunitense.

## Palmarès
- Olimpiadi

Rio de Janeiro 2016: oro nella 4x100m misti e bronzo nei 100m rana.
- Mondiali

Budapest 2017: oro nella 4x100m misti, argento nei 100m rana e bronzo nei 50m rana.
- Mondiali in vasca corta

Hangzhou 2018: oro nella 4x50m misti, nella 4x100m misti e nella 4x50m misti mista e argento nei 100m rana.
- Giochi Panamericani

Toronto 2015: oro nei 100m rana e nella 4x100m misti e argento nella 4x100m sl.